# Copeland (district)
Pour les articles homonymes, voir Copeland.
Copeland est un ancien district non métropolitain et borough de Cumbria, en Angleterre. Le conseil de district siégeait à Whitehaven.

## Histoire
Le borough de Copeland est créé le 1er avril 1974 en application du Local Government Act 1972. Il est issu de la fusion du borough municipal de Whitehaven et des districts ruraux d'Ennerdale (en) et Millom (en).
Le borough de Copeland est aboli le 1er avril 2023 en application du Cumbria (Structural Changes) Order 2022. Ses fonctions sont transférées à la nouvelle autorité unitaire du Cumberland, qui s'étend aussi sur les anciens districts d'Allerdale et Carlisle.

## Composition
Le borough de Copeland comprenait les paroisses civiles suivantes :
- Arlecdon and Frizington
- Beckermet
- Cleator Moor (ville)
- Distington
- Drigg and Carleton
- Egremont (ville)
- Ennerdale and Kinniside
- Eskdale
- Gosforth
- Haile
- Irton with Santon
- Lamplugh
- Lowca
- Lowside Quarter
- Millom (ville)
- Millom Without
- Moresby
- Muncaster
- Parton
- Ponsonby
- Seascale
- St Bees
- Ulpha
- Waberthwaite
- Wasdale
- Weddicar
- Whicham
- Whitehaven (ville)